# Robert Pastorelli
Robert Pastorelli (Nueva Jersey, 18 de junio de 1954-California, 8 de marzo de 2004) fue un actor de cine estadounidense. 
Después de haber adquirido una reputación como actor de carácter en los años 1980 y 1990, la carrera de Pastorelli entró en declive tras la muerte de su novia en circunstancias misteriosas en su casa en 1999. Pastorelli murió de una sobredosis de narcóticos en 2004 a los 49 años.

## Biografía

### Primeros años
Pastorelli nació en Nuevo Brunswick, Nueva Jersey, hijo de Ledo Pastorelli, un vendedor de seguros y Dotty, una artista. Era de ascendencia albanesa e italiana. Su hermana, Gwen Pastorelli, es una cantante de opera y agente de bienes raíces. Pastorelli fue criado en Edison, Nueva Jersey, y se graduó de Edison High School en 1972.
Inicialmente pretendía una carrera como boxeador profesional, pero tuvo que abandonar el deporte debido a las lesiones sufridas en un accidente de auto a alta velocidad, casi fatal a la edad de 19 años (más tarde afirmó que tenía una experiencia de "muerte cercana" en ese tiempo, y que se había experimentado mirando desde arriba sobre su cuerpo en una cama de hospital con su padre a la cabecera vencido por el dolor). Pastorelli adquirió un hábito narcótico en sus veinte años antes de su carrera de actuación, que él superó, pero en el que recaería a lo largo de su vida posterior.

## Comienzos artísticos

### Carrera en el teatro
Pastorelli entró en el circuito de la actuación en los teatros de Nueva York a finales de la década de 1970; después de estudiar en la Academia de Nueva York de Artes Teatrales y el Estudio de Actores, mientras se mantenerse financieramente trabajando como empleado en un bar. Hizo su debut en el escenario en 1977 en una producción de Rebelde Sin Causa. También actuó en producciones de The Rainmaker y Death of a Salesman. Más tarde al final de su carrera se presentó en el teatro South Bank de Londres en la obra A Streetcar Named Desire en 2002.

### En Hollywood

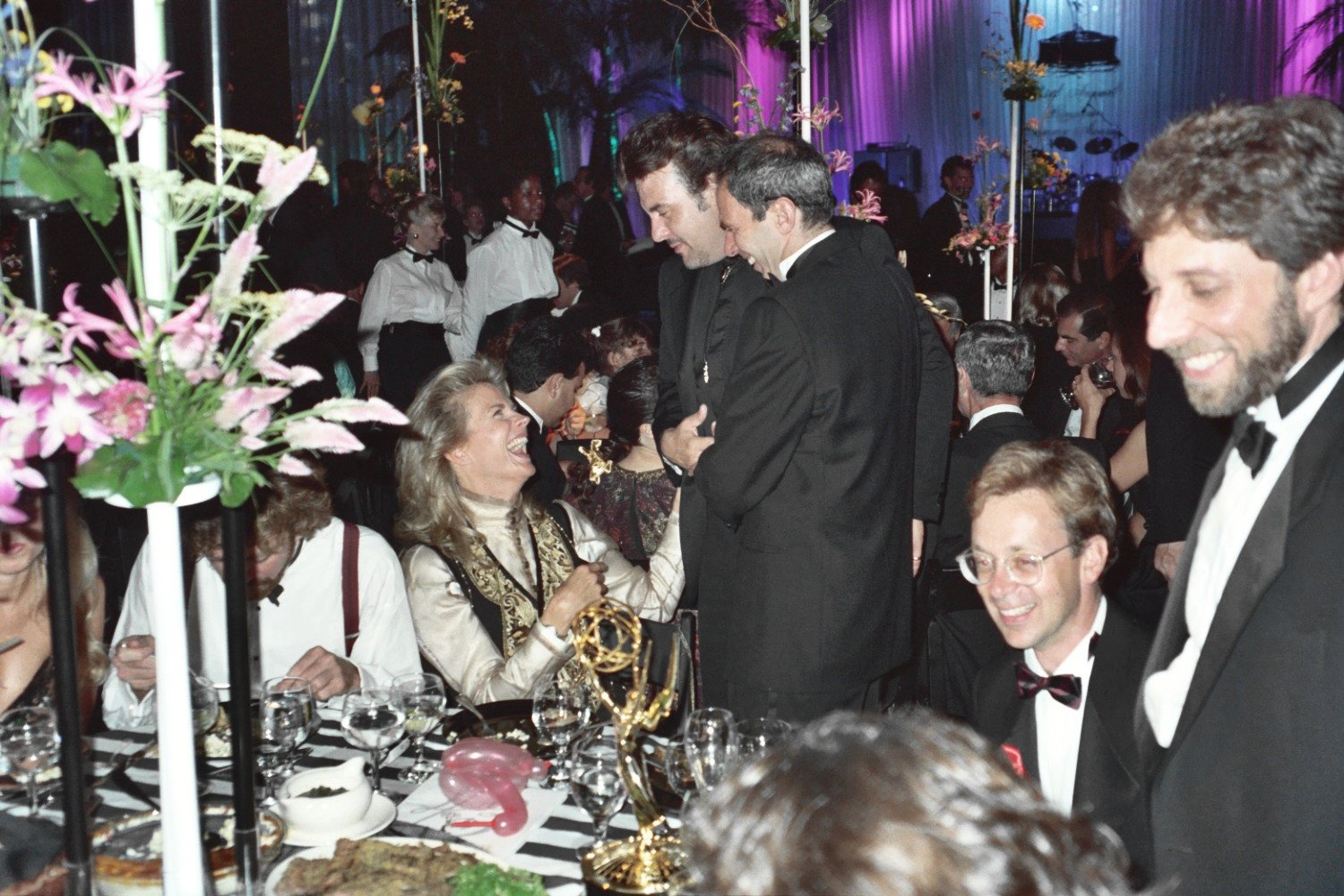
Candice Bergen (izquierda, sentada) y Robert Pastorelli (derecha, de pie); durante la entrega de los Emmy Awards (1991).

En 1982 Pastorelli se dirigió a Los Ángeles, ya que buscaba oportunidades en Hollywood. Pasando los primeros años de la década de los ochenta dando apariciones en televisión, encontró un su pasos en el cine, interpretando a personajes estrellados, apareciendo también en papeles secundarios en Outrageous Fortune (1987) y Beverly Hills Cop II (1987). Su primer papel importante en el cine, fue Dances with Wolves (1990). Su gran salto en la televisión llegó en el papel del pintor de casa brusco pero adorable "Eldin Bernecky" en la serie Murphy Brown, y se quedó con en dicha serie por siete temporadas entre 1988 a 1994.
La productora de Murphy Brown, Diane English, estaba lo suficientemente impresionada con las habilidades de Pastorelli, que ella trabajó con él para producir su primer sitcom que lo tendría como protagonista. La serie se llamó Double Rush, sin embargo duró una temporada en 1995. En 1997, participó en la serie de detectives Cracker—una adaptación de la serie británica del mismo nombre—hasta su cancelación en 1999. 
A medida que su carrera en la televisión ganó impulso las oportunidades de Pastorelli en películas de cine aumentó: Sister Act 2: Back in the Habit (1993), interpretó a un policía asesino junto Bruce Willis, Sarah Jessica Parker y Dennis Farina en Striking Distance (1993), aunque la película no fue un éxito comercial; le siguieron éxitos como su coprotagonico con Arnold Schwarzenegger en Eraser (1996), con John Travolta en Michael (1996) y con Casper Van Dien en Modern Vampires (1998); siempre en carácter secundario o de reparto.

### Incidente de Charemon Jonovich
En la noche del 15 de marzo de 1999, durante un incidente en su casa de Hollywood, la novia de 25 años de Pastorelli, Charemon Jonovich, fue asesinada por un disparo en la cabeza. 
Durante la investigación que siguió, las autoridades interrogaron a Pastorelli y este declaró que en medio de una fuerte discusión entre los dos, de repente ella agarró una pistola y se suicidó. El incidente fue investigado como un accidente o suicidio, y las autoridades de Los Ángeles declaró la causa de muerte indeterminada.

### Últimos años
Pastorelli fue exonerado de la responsabilidad por la muerte de Charemon Jonovich y recibió expresiones públicas de simpatía dentro de Hollywood y de los medios de comunicación de Los Ángeles, pero su carrera entró en un notable deterioro posteriormente. Apareció en otras dos producciones de cine interpretando pequeños papeles a principios de los años 2000, así como algunos papeles de apoyo menores en producciones en televisión. 
Desarrolló una amistad con la actriz Glenn Close  hacia el final de su carrera y apareció junto a ella en las películas para televisión como The Ballad of Lucy Whipple y South Pacific en 2001.
Al año siguiente volvió a aparecer junto a ella en el Royal National Theatre de Londres en una presentación de la obra de Tennessee Williams, Un tranvía llamado Deseo. En 2002, cofundó el festival de cine Garden State Film Festival. Su aparición póstuma en la pantalla final fue en la película Be Cool (2005).

### Muerte
Pastorelli fue encontrado muerto en su casa en Hollywood Hills el 8 de marzo de 2004, por una sobredosis de narcóticos. En el momento de su muerte, Pastorelli había sido prevenido de que las autoridades estaban planeando detenerlo para su posterior interrogatorio. Una revisión de las pruebas originales del disparo de marzo de 1999 de su novia Charemon Jonovich hizo que la causa de su muerte se reclasificara como homicidio, y Pastorelli fue identificado como un principal sospechoso.
La oficina del forense informó que Pastorelli murió de una "concentración sanguínea fatal de morfina".
El cuerpo de Pastorelli fue enterrado en el mausoleo del cementerio de Santa Catalina en Sea Girt, Nueva Jersey.

### Vida personal
Pastorelli tuvo dos hijas, Gianna Li Pastorelli (nacida el 6 de febrero de 1998) con Charemon Jonovich, y Giannina Marie Pastorelli (nacida el 6 de marzo de 2000) con su entonces novia, Jalee Carder.

## Filmografía
- Knight Rider como Leroy (1983) temporada 2, episodio 8 (TV)
- Newhart como un prisionero (1983)
- Miami Vice como Vespa, "Down for the Count,   Part II" Temp.3. (1984) (TV)
- I Married a Centerfold como Guardia (1984)
- California Girls como Mecánico (1985)
- The A-Team como Dixon (1985)
- Beauty and the Beast como Eric Ramos (1987-1988)
- Outrageous Fortune como Dealer #2 (1987)
- Hands of a Stranger como Personal de mantenimiento (1987) (TV)
- Beverly Hills Cop II como Vinnie (1987)
- Memories of Me como Al (1988)
- Lady Mobster como Matteo Villani (1988)
- Murphy Brown como Eldin Bernecky (1988-1994) (TV)
- Dances with Wolves como Timmons (1990)
- The Paint Job como Willie (1992)
- Folks! como Fred (1992)
- FernGully: The Last Rainforest como Tony (1992)
- Striking Distance como Det. Jimmy Detillo (1993)
- Sister Act 2: Back in the Habit como Joey Bustamante (1993)
- Harmful Intent como Devlin O'Shea (1993)
- The Yarn Princess como Jake Thomas (1994)
- The West Side Waltz como Sookie Cerullo (1995)
- Double Rush como Johnny Verona (1995)
- Eraser como John "Johnny C" Casteleone (1996)
- Michael como Huey Driscoll (1996)
- A Simple Wish como Oliver Greening (1997)
- Cracker como Gerry Fitzgerald (1997)
- Scotch and Milk como The Skipper (1998)
- Heist como T-Bone (1998)
- Modern Vampires  (1998)
- Bait como Jaster (2000)
- The Ballad of Lucy Whipple como Clyde Claymore (2001)
- South Pacific como Luther Billis (2001)
- Be Cool como Joe Loop (2005)